# Yttre Brändköltjärnen
Yttre Brändköltjärnen är en sjö i Luleå kommun i Norrbotten och ingår i Insjöar i Luleälven-Alåns kustområde.